# Maria Alexandrina de Saxe-Weimar-Eisenach
 Maria Alexandrina de Saxe-Weimar-Eisenach (20 de Janeiro de 1849 – 6 de Maio de 1922) foi a segunda filha de Carlos Alexandre, Grão-Duque de Saxe-Weimar-Eisenach e da sua esposa, a princesa Sofia dos Países Baixos.
Pelo lado da mãe, Maria ocupou o segundo lugar de sucessão do trono dos Países Baixos, logo a seguir ao seu sobrinho, Guilherme Ernesto, Grão-Duque de Saxe-Weimar-Eisenach entre 1900 e o nascimento da princesa Juliana em 1909. Uma vez que era esperado que o seu sobrinho abdicasse dos seus direitos ao trono dos Países Baixos para ficar com o título de grão-duque, era esperado que Maria herdasse o trono holandês caso a sua prima Guilhermina não tivesse filhos. O nascimento da princesa Juliana acabaria por alterar a linha de sucessão.

## Biografia

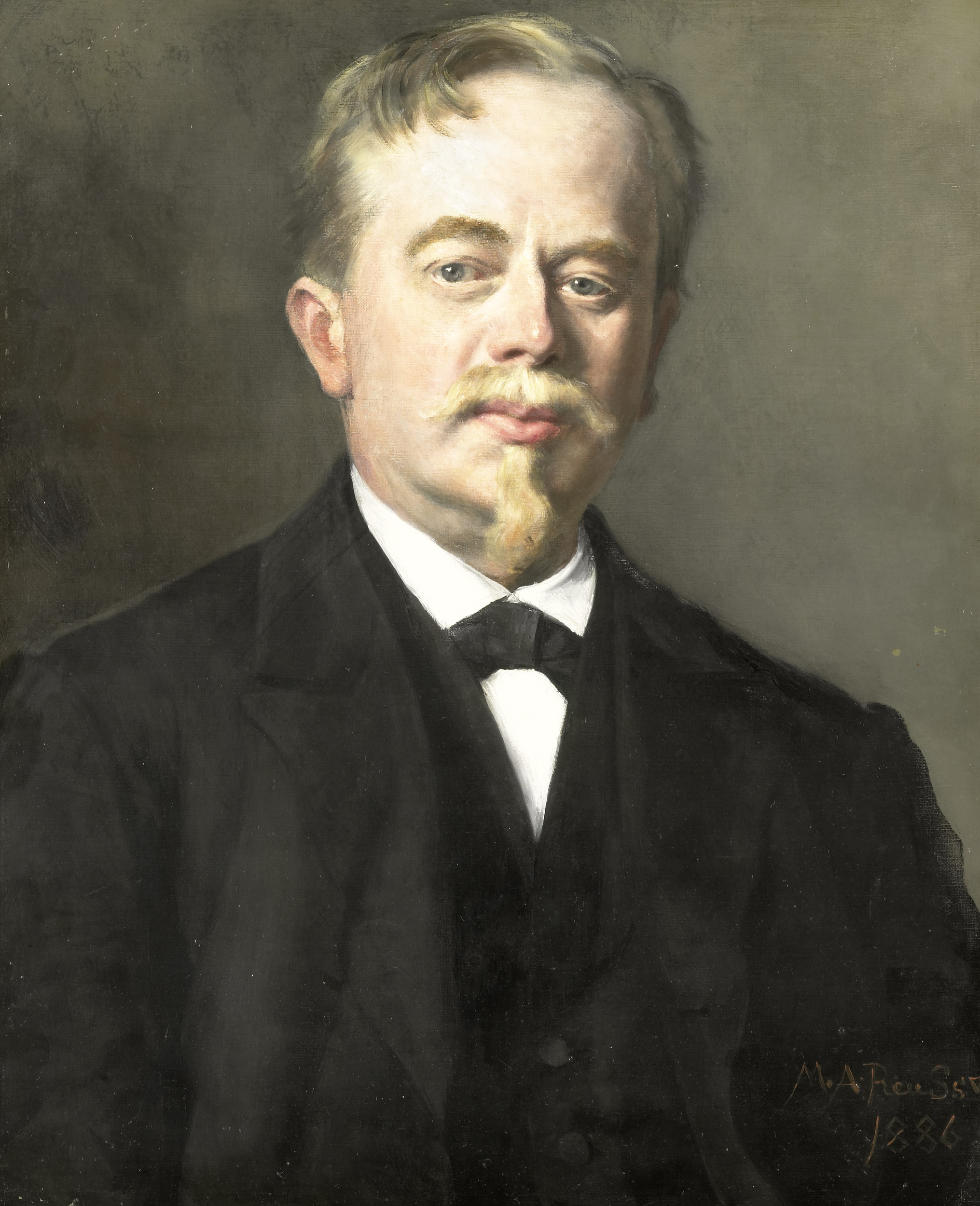
Retrato de August Allebé

A jovem princesa estudou pintura e fez um retrato do conhecido professor August Allebé em 1886, o que indica que terá provavelmente participado em algumas das suas aulas de estúdio aberto para senhoras em Amesterdão e também que não deixou de pintar depois de se casar.

### Casamento e descendência
Quando era ainda muito nova, Maria e a sua prima, a princesa Paulina foram consideradas como possíveis noivas de Alberto Eduardo, príncipe de Gales (o futuro rei Eduardo VII do Reino Unido). No entanto, esse plano nunca chegaria a realizar-se, uma vez que a mãe dele, a rainha Vitória achava que os dentes de Maria eram "quase negros"; e, embora fosse da opinião que as duas primas eram muito simpáticas, considerava-as também "delicadas e nada bonitas". O príncipe acabria por se casar com a princesa Alexandra da Dinamarca.
A 6 de Fevereiro de 1876, Maria casou-se em Weimar com Henrique VII, Príncipe Reuss de Köstritz. Tiveram os seguintes filhosː
1. Filho nado morto (1877)
2. Henrique XXXII, Príncipe Reuss de Köstritz (4 de Março de 1878 – 6 de Maio 1935), casado com a princesa Maria Adelaide de Lippe-Biesterfeld ; sem descendência.
3. Henrique XXXIII, Príncipe Reuss de Köstritz (26 de Julho de 1879 – 15 de Novembro de 1942), casado primeiro coma princesa Vitória Margarida da Prússia; com descendência. Casado depois com Allene Tew; sem descendência.
4. Joana Reuss de Köstritz (8 de Junho de 1882 – 15 de Junho de 1883), morreu com um ano de idade.
5. Sofia Renata Reuss de Köstritz (27 de Junho de 1884 – 19 de Janeiro de 1968), casada com Henrique XXXIV, Príncipe Reuss de Köstritz; com descendência.
6. Henrique XXXV, Príncipe Reuss de Köstritz (1 de Agosto de 1887 – 17 de Janeiro de 1936), casado primeiro com a princesa Maria de Saxe-Altemburgo; com descendência. Casado depois com a princesa Maria Adelaide de Lippe-Biesterfeld; com descendência.

### Sucessão nos Países Baixos
Quando o rei Guilherme III dos Países Baixos morreu, deixou como única herdeira a sua filha Guilhermina tornou-se rainha aos dez anos de idade. Guilhermina casou-se com o duque Henrique de Mecklemburgo-Schwerin em 1901, mas o casal não teve filhos até ao nascimento da princesa Juliana em 1909. Assim, entre 1890 e 1909, os herdeiros do trono holandês foram, em primeiro lugar, a mãe de Maria, a princesa Sofia dos Países Baixos e, após a sua morte em 1897, o seu neto Guilherme Ernesto, Grão-Duque de Saxe-Weimar-Eisenach. O problema de sucessão ganhou ainda mais importante quando a rainha Guilhermina sofreu um ataque de febre tifóide no início da década de 1900.

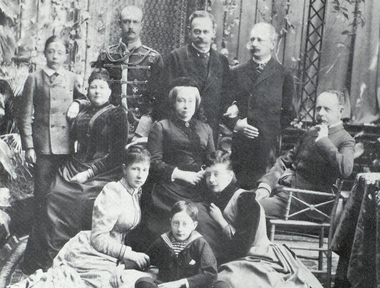
A família real de Saxe-Weimar-Eisenach, c. 1886.

No entanto, Guilherme Ernesto tinha sempre dito que não desejava herdar o trono se tivesse essa oportunidade, uma vez que a constituição dos Países Baixos exigia que ele abdicasse do seu título de grão-duque de Saxe-Weimar-Eisenach para o poder fazer. Se tal acontecesse, então a herdeira do trono holandês passaria a ser Maria, seguida do seu filho mais velho Henrique XXXII, Príncipe Reuss de Köstritz. Uma vez que o filho dela estava a prestar serviço militar na marinha alemã, muitos (principalmente os britânicos e os franceses) mostraram-se preocupados com o perigo de um príncipe alemão com um parentesco próximo dos Hohenzollern suceder ao trono dos Países Baixos; uma publicação lamentou o facto de, caso a rainha não deixasse descendentes, a coroa holandesa "estar destinada a passar para um príncipe alemão, cujo nascimento, formação e relações levariam, naturalmente, os Países Baixos a ficar dentro da esfera de influência do Império Alemão, à custa da sua independência, tanto nacional como económica". Na altura em que esta possibilidade parecia mais provável, a princesa Maria era uma viúva com fraca saúde e, por isso, especulava-se que ela própria iria abdicar dos seus direitos a favor do seu filho mais velho, que tinha pouco mais de vinte anos de idade.
Em 1907, temeu-se que Guilhermina fosse abdicar do trono a favor dos seus primos de Saxe-Weimar devido a uma cláusula incluída numa proposta de lei que tinha sido apresentada no parlamento holandês, na qual se sugeria que os descendentes da coroa nascidos após a abdicação de um soberano deviam ser excluídos da linha de sucessão. No entanto, esses medos eram infundados, uma vez que a própria rainha Guilhermina viria a afirmar mais tarde que nunca tinha pensado em abdicar e que a lei apenas se aplicava ao grão-duque de Saxe-Weimar-Eisenach que, na altura, estava viúvo e ainda não tinha descendentes, mas estava a ponderar casar-se novamente. Embora ele sempre tivesse afirmado que não pretendia aceitar o trono dos Países Baixos, poderiam surgir dúvidas caso ele passasse os seus direitos para a sua tia Maria e depois os quisesse dar novamente aos seus filhos.
A rainha Guilhermina sofreu vários abortos durante o seu casamento, o que aumentou a especulação em torno da sucessão. O nascimento da princesa Juliana em 1909 acabou com todas as especulações, uma vez que garantiu a sucessão ao trono por mais uma geração.
A princesa Maria morreu a 6 de Maio de 1922 em Trebschen.

## Genealogia
| Maria Alexandrina de Saxe-Weimar-Eisenach | Pai: Carlos Alexandre, Grão-Duque de Saxe-Weimar-Eisenach | Avô paterno: Carlos Frederico, Grão-Duque de Saxe-Weimar-Eisenach | Bisavô paterno: Carlos Augusto, Grão-Duque de Saxe-Weimar-Eisenach |
| Maria Alexandrina de Saxe-Weimar-Eisenach | Pai: Carlos Alexandre, Grão-Duque de Saxe-Weimar-Eisenach | Avô paterno: Carlos Frederico, Grão-Duque de Saxe-Weimar-Eisenach | Bisavó paterna: Luísa de Hesse-Darmstadt                           |
| Maria Alexandrina de Saxe-Weimar-Eisenach | Pai: Carlos Alexandre, Grão-Duque de Saxe-Weimar-Eisenach | Avó paterna: Maria Pavlovna da Rússia (1786–1859)                 | Bisavô paterno: Paulo I da Rússia                                  |
| Maria Alexandrina de Saxe-Weimar-Eisenach | Pai: Carlos Alexandre, Grão-Duque de Saxe-Weimar-Eisenach | Avó paterna: Maria Pavlovna da Rússia (1786–1859)                 | Bisavó paterna: Maria Feodorovna (Sofia Doroteia de Württemberg)   |
| Maria Alexandrina de Saxe-Weimar-Eisenach | Mãe: Sofia dos Países Baixos                              | Avô materno: Guilherme II dos Países Baixos                       | Bisavô materno: Guilherme I dos Países Baixos                      |
| Maria Alexandrina de Saxe-Weimar-Eisenach | Mãe: Sofia dos Países Baixos                              | Avô materno: Guilherme II dos Países Baixos                       | Bisavó materna: Guilhermina da Prússia                             |
| Maria Alexandrina de Saxe-Weimar-Eisenach | Mãe: Sofia dos Países Baixos                              | Avó materna: Ana Pavlovna da Rússia                               | Bisavô materno: Paulo I da Rússia                                  |
| Maria Alexandrina de Saxe-Weimar-Eisenach | Mãe: Sofia dos Países Baixos                              | Avó materna: Ana Pavlovna da Rússia                               | Bisavó materna: Maria Feodorovna (Sofia Doroteia de Württemberg)   |